# Laurens Vanthoor
Laurens Vanthoor, né le 8 mai 1991 à Hasselt, est un pilote automobile belge. Après quatre saisons en Formule 3, il participe en 2012 au Championnat du monde FIA GT1 et aux Blancpain Endurance Series avec le W Racing Team sur une Audi R8 LMS Ultra.
En 2024, il remporte le championnat du monde d'endurance WEC aux côtés Kévin Estre et d'André Lotterer avec Porsche Penske Motorsport. 
Il est le frère de Dries Vanthoor, lui aussi pilote automobile.

## Palmarès
- Karting
  - Champion de Belgique dans la catégorie ICA Junior en 2005
  - Champion de France dans la catégorie ICA Junior en 2005

- Formule 3
  - Vainqueur de la Coupe d'Allemagne de Formule 3 en 2009
  - 13 victoires en Coupe d'Allemagne de Formule 3
  - 2e au Grand Prix de Macao de Formule 3 2010
  - 6e des championnats Formule 3 Euro Series 2010 et Formule 3 Euro Series 2011
  - 5e du Trophée international de Formule 3 2011

- Championnat du monde FIA GT1
  - 3 victoires dans le Championnat du monde FIA GT1 2012

- FIA GT Series / Blancpain Sprint Series
  - 3 victoires en 2013 (Champion en 2013 en compagnie de Stéphane Ortelli)
  - 5 victoires en 2014

- Blancpain Endurance Series
  - 24 Heures de Spa 2014
  - 1 000 kilomètres du Nürburgring 2014 (Champion en 2014)

- 24H Series
  - 24 Heures de Zolder en 2012, au volant d'une Audi R8 LMS du W Racing Team en compagnie de Edward Sandström, Anthony Kumpen et Marco Bonanomi
  - 24 Heures du Nürburgring en 2015, au volant d'une Audi R8 LMS du W Racing Team en compagnie de Edward Sandström, Christopher Mies et Nico Müller
  - 24 Heures de Dubaï en 2016, au volant d'une Audi R8 LMS du W Racing Team en compagnie de Michael Meadows, Stuart Leonard et Alain Ferté

- Championnat du monde d'endurance FIA (WEC)
  - 24 Heures du Mans 2018, au volant d'une Porsche 911 RSR (catégorie LMGTE PRO)
  - 1 812 kilomètres du Qatar 2024, au volant d'une Porsche 963
  - 6 Heures de Fuji 2024, au volant d'une Porsche 963 (Champion en 2024)

## Carrière

### Résultats en championnat du monde d'Endurance
| Saison   | Écurie                    | Catégorie | Châssis            | Moteur                      | 1     | 2     | 3       | 4     | 5     | 6     | 7      | 8      | Clas. | Pts |
| -------- | ------------------------- | --------- | ------------------ | --------------------------- | ----- | ----- | ------- | ----- | ----- | ----- | ------ | ------ | ----- | --- |
| 2015     | OAK Racing                | LMP2      | Ligier JS P2       | Honda HR28TT 2.8 L Turbo V6 | SIL   | SPA   | LMS Ret | NÜR   | COA   | FUJ   | SHA    | BHR    | 19e   | 0   |
| 2018–19  | Porsche GT Team           | LMGTE Pro | Porsche 911 RSR    | Porsche 4.0 L Flat-6        | SPA   | LMS 1 | SIL     | FUJ   | SHA   | SEB   | SPA    | LMS 5  | 13e   | 53  |
| 2019–20  | Porsche GT Team           | LMGTE Pro | Porsche 911 RSR-19 | Porsche 4.2 L Flat-6        | SIL   | FUJ   | SHA     | BHR   | COA   | SPA   | LMS 11 | BHR    | 38e   | 1   |
| 2022     | Porsche GT Team           | LMGTE Pro | Porsche 911 RSR-19 | Porsche 4.2 L Flat-6        | SEB   | SPA   | LMS 4   | MNZ   | FUJ   | BHR   |        |        | 13e   | 24  |
| 2023     | Porsche Penske Motorsport | Hypercar  | Porsche 963        | Porsche 4.6 L Turbo V8      | SEB 6 | POR 3 | SPA Ret | LMS 8 | MNZ 7 | FUJ 3 | BHR 5  |        | 6e    | 71  |
| 2024     | Porsche Penske Motorsport | Hypercar  | Porsche 963        | Porsche 4.6 L Turbo V8      | QAT 1 | IMO 2 | SPA 2   | LMS 4 | SÃO 2 | COA 6 | FUJ 1  | BHR 10 | 1er   | 152 |
| Sources: |                           |           |                    |                             |       |       |         |       |       |       |        |        |       |     |